# Verbicaro
Verbicaro – miejscowość i gmina we Włoszech, w regionie Kalabria, w prowincji Cosenza.
Według danych na rok 2004 gminę zamieszkiwało 3514 osób, 109,8 os./km².